# Partido de Acción Nacional (Nicaragua)
El Partido de Acción Nacional (PAN) es un partido político de Nicaragua, de tendencia de centroderecha e ideología demócrata cristiana.  
Fue fundado en 1985 por Eduardo Rivas Gasteazoro, separándose del Partido Social Cristiano (PSC). El PAN recibió su estatus legal en 1989 y ese mismo año junto con otros 13 partidos formó la coalición electoral Unión Nacional Opositora (UNO), teniendo como candidata a presidente a doña Violeta Chamorro, para las elecciones del 25 de febrero de 1990. Estas las ganó la UNO al presidente Daniel Ortega del oficialista Frente Sandinista de Liberación Nacional (FSLN) con el 54% de los votos; el PAN obtuvo 3 de los 51 representantes (actualmente son diputados desde 1995) que tuvo la UNO en la Asamblea Nacional de Nicaragua. 